# Łukasz Garguła
Łukasz Garguła (* 25. února 1981, Żagań, Polsko) je polský fotbalový záložník a reprezentant, od roku 2015 hráč klubu Miedź Legnica.

## Reprezentační kariéra
Garguła hrál za polské mládežnické reprezentační výběry od kategorie U15.
V polském národním A-mužstvu debutoval 2. 9. 2006 v kvalifikačním utkání v Bydhošti proti týmu Finska. V zápase vstřelil jediný gól domácích, Polsko podlehlo soupeři 1:3.
Nizozemský trenér polské reprezentace Leo Beenhakker jej zařadil do nominace na EURO 2008 v Rakousku a Švýcarsku, na turnaji ale nezasáhl do žádného zápasu.